# 瑟勒采尼鄉 (穆列什縣)

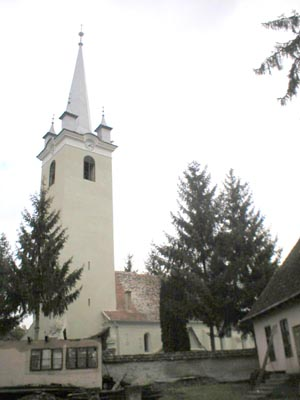

46°33′44.4″N 25°0′32.1″E / 46.562333°N 25.008917°E
瑟勒采尼鄉（羅馬尼亞語：Comuna Sărățeni, Mureș），是羅馬尼亞的鄉份，位於該國中部，由穆列什縣負責管轄，面積35平方公里，海拔高度410米，2007年人口2,090，人口密度每平方公里59人。